# Finalmente maggiorenni
Finalmente maggiorenni (The Inbetweeners Movie) è un film del 2011 diretto da Ben Palmer, basato sulla serie televisiva britannica The Inbetweeners.
È uscito nelle sale in Gran Bretagna il 17 agosto 2011. In Italia il film è uscito nelle sale il 4 gennaio 2012.

## Trama
Manchester: Jay Cartwright, Will McKenzie, Simon Cooper e Neil Sutherland decidono di passare le vacanze nell'Isola di Creta per festeggiare la maggiore età, ma appena arrivano si rendono conto che è tutto diverso da come se lo aspettavano, infatti il loro albergo è una catapecchia, per non parlare della loro scarsa abilità nel rimorchiare le ragazze. Come se non bastasse Simon è disperato per la sua rottura con Carly, la quale si è fidanzata con un altro ragazzo, e Simon tenta di riconquistarla, ma senza successo.

## Colonna sonora
La colonna sonora ufficiale consiste in:
- Miles Kane - Quicksand
- The Streets - No Problemo
- Mental Holiday (from The Inbetweeners)
- The Vines - Gimme Love'
- Ke$ha - Blow (Cirkut Remix)
- Plan B - Stay Too Long
- Introduce Yourself (from The Inbetweeners)
- Yolanda Be Cool - We No Speak Americano (Radio Edit)
- Smash Mouth - Hot (Radio Edit)
- Axwell - Nothing But Love (Radio Edit)
- Mike Skinner - Fernando's Theme
- You're A Virgin (from The Inbetweeners)
- Mike Skinner - Twenty Euros
- Mike Skinner - Waving Not Drowning
- He Shoots He Scores (from The Inbetweeners)
- Mike Skinner - Clunge in a Barrel
- Deer Tick - Twenty Miles
- Calvin Harris - Feel So Close (Benny Benassi Remix)
- Mike Skinner - We Are Go
- Everything Everything - MY KZ, YR BF (Grum Remix)
- Mike Skinner - Moanatronic 5000
- Mike Skinner - Whatever It Takes
- Two Man Job (from The Inbetweeners)
- Mike Skinner - Do It
- Sean Kingston - Party All Night (Sleep All Day)
- Morning Runner - Gone up in Flames
- Mike Skinner - Pussay Patrol
- To The Pussay (from The Inbetweeners)

Brani non nella colonna sonora ufficiale ma presenti nel film:
- Demetrios Kousathanas - Pes to Mou to Nai
- Pixie Lott - All About Tonight
- Plan B - Stay Too Long
- Funky G - Kafana na Balkanu
- Edward Maya & Mia Martina - Stereo Love
- Diana Vickers - The Boy Who Murdered Love

## Pubblicazione

### Gran Bretagna
Il film è stato distribuito in edizione DVD e Bluray a partire dal 12 dicembre 2011.

## Riconoscimenti
- 2012 - Empire Awards
  - Miglior commedia a Christopher Young
  - Nomination Miglior film britannico a Christopher Young
  - Nomination Miglior debutto femminile a Laura Haddock